# منيل موسى
قرية منيل موسى هي إحدى القرى التابعة لمركز ببا في محافظة بني سويف في جمهورية مصر العربية. حسب إحصاءات سنة 2006، بلغ إجمالي السكان في منيل موسى 4772 نسمة، منهم 2511 رجل و2261 امرأة.